# Musée préfectoral de Wakayama

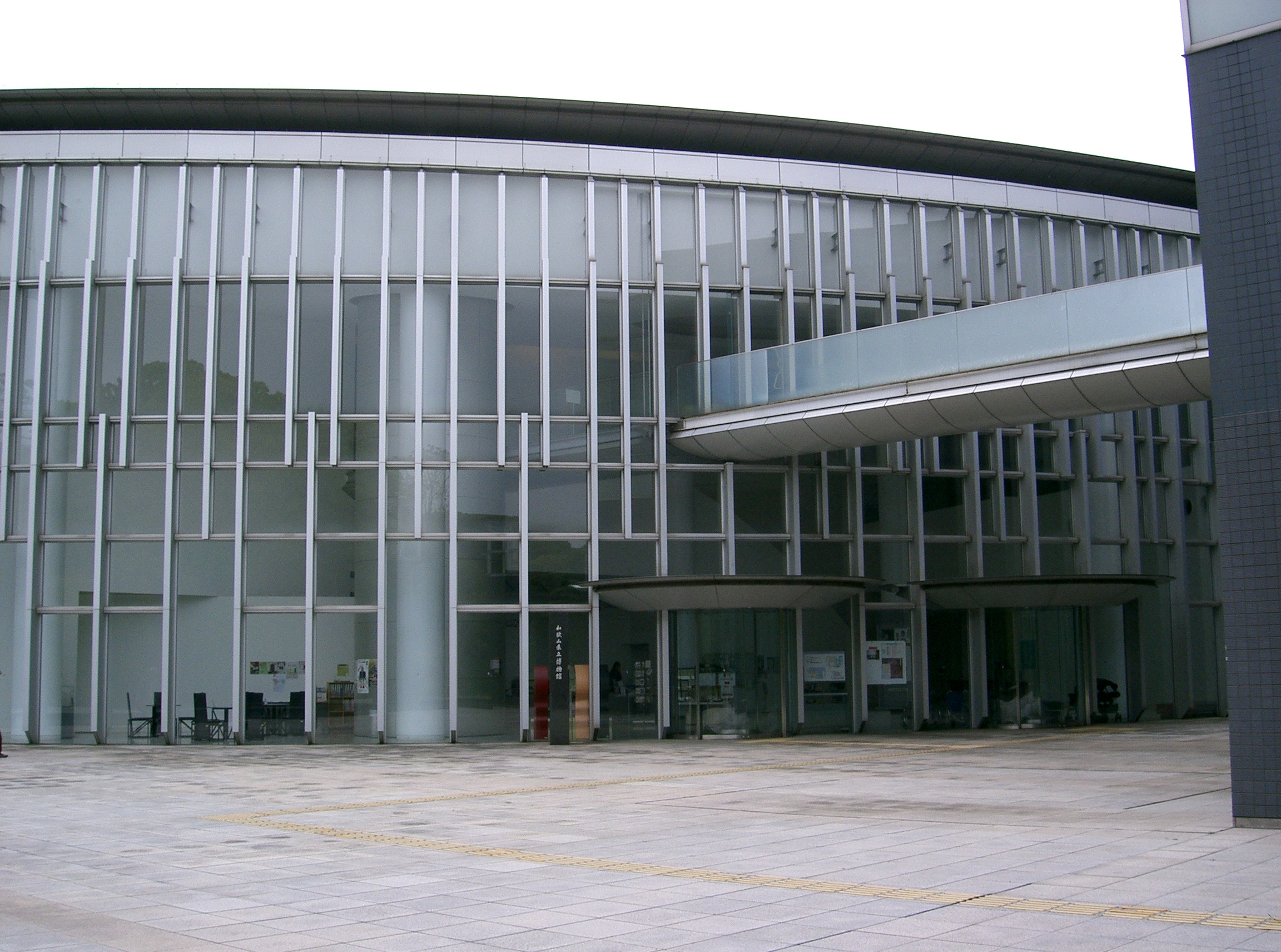
Musée préfectoral de Wakayama.

Le musée préfectoral de Wakayama (和歌山県立博物館, Wakayama Kenritsu Hakubutsukan) se trouve à Wakayama au Japon. C'est l'un des nombreux musées du Japon financés par une préfecture.  
Ouvert dans le ninomaru du château de Wakayama en 1971, le musée est consacré à l'histoire et à la culture de la préfecture de Wakayama. Le musée d'art moderne de Wakayama lui est adjacent.